# José Ramón Gómez Leal
José Ramón Gómez Leal (Reynosa, Tamaulipas; 7 de julio de 1977) es un político mexicano afiliado al partido Movimiento Regeneración Nacional. Fue diputado del Congreso del Estado de Tamaulipas de 2010 a 2013 por el Partido Acción Nacional. Así como Delegado de Programas para el Desarrollo en el estado de Tamaulipas de 2018 a 2021. En 2023 fue electo como Senador de la República para la LXV Legislatura del Congreso de la Unión.

## Primeros años
José Ramón Gómez Leal nació en Reynosa, Tamaulipas, el 7 de julio de 1977. Estudió la preparatoria en el Instituto Tecnológico y de Estudios Superiores de Monterrey y se graduó en la Saint Mary's University de San Antonio, Texas.

## Trayectoria política
De 2008 a 2010 fue regidor del municipio de Reynosa por el Partido Acción Nacional, durante la presidencia municipal de Oscar Luebbert Gutiérrez. En las elecciones estatales de 2010 fue electo diputado de representación proporcional del Congreso del Estado de Tamaulipas, en representación del Partido Acción Nacional. Ocupó el escaño en la LXI Legislatura del 1 de enero de 2011 al 30 de septiembre de 2013. En el congreso fue presidente de la comisión de comunicaciones y transportes, y secretario de la comisión de educación.
En 2013 José Ramón Gómez Leal pidió la candidatura de su partido para el ayuntamiento de Reynosa. La elección interna del partido determinó que la postulación sería para Jesús María Moreno Ibarra. Sin embargo, Gómez Leal impugnó el proceso y tras un recuento de votos se le concedió la candidatura del Partido Acción Nacional para las elecciones de 2013. En los comicios realizados el 7 de julio José Ramón Gómez Leal quedó en segundo puesto, con el 31% de votos a su favor, siendo superado por el candidato del Partido Revolucionario Institucional, José Elías Leal.
En 2018 se incorporó al partido Movimiento Regeneración Nacional y fue designado Delegado de Programas para el Desarrollo en el Estado de Tamaulipas. En septiembre de 2021 anunció su renuncia al cargo para buscar la candidatura de su partido a la gubernatura de Tamaulipas en las elecciones de 2022.
En diciembre de 2022 fue postulado como senador por el estado de Tamaulipas por la coalición «Juntos Hacemos Historia», integrada por el partido Movimiento Regeneración Nacional y el Partido del Trabajo. La elección extraordinaria de febrero de 2023 se realizó luego de que un escaño quedará vacante en el Senado de México, tras la renuncia de Américo Villarreal Anaya para ejercer el cargo de gobernador de Tamaulipas y la muerte de su suplente, Faustino López Vargas en octubre de 2022 en un accidente automovilístico. En los comicios Gómez Leal fue electo senador de la república con cerca del 71% de los votos a su favor, aunque las elecciones también tuvieron una tasa de abstencionismo cercana al 80%.